# Anochilia subvidua
Anochilia subvidua är en skalbaggsart som beskrevs av Leon Fairmaire 1904. Anochilia subvidua ingår i släktet Anochilia och familjen Cetoniidae. Inga underarter finns listade i Catalogue of Life.